# Quadraceps strepsilaris
Quadraceps strepsilaris är en insektsart som först beskrevs av Henry Denny 1842.  Quadraceps strepsilaris ingår i släktet Quadraceps och familjen fjäderlöss. Arten är reproducerande i Sverige. Inga underarter finns listade i Catalogue of Life.